# Omar Jachiajew

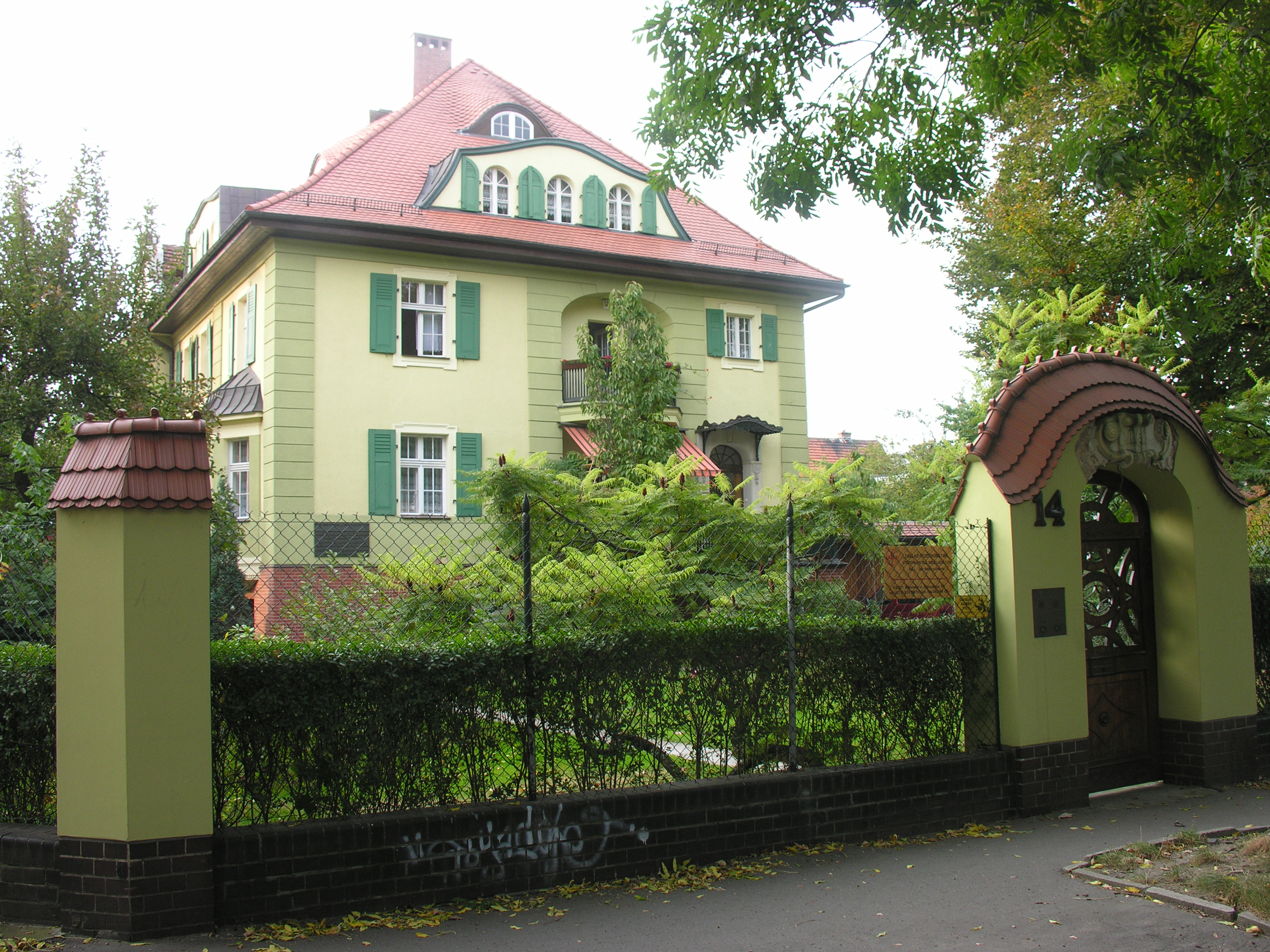
Willa Colonia – miejsce podpisania kapitulacji Festung Breslau

Omar Jachiajew (ur. 1912, zm. 1991) – oficer Armii Czerwonej, w latach 1941–1944 uczestnik walk na Kaukazie i na Ukrainie, potem na ziemiach polskich.
W 1945 uczestnik oblężenia Festung Breslau. W stopniu majora brał udział w delegacji parlamentariuszy skierowanej do niemieckiego dowództwa twierdzy. Przyprowadził do willi „Colonia”, gdzie podpisano kapitulację miasta, ostatniego dowódcę Festung Breslau, generała Hermanna Niehoffa.